# Corpus Inscriptionum et Monumentorum Religionis Mithriacae
Das Corpus Inscriptionum et Monumentorum Religionis Mithriacae (CIMRM) ist ein Verzeichnis aller epigraphischen und archäologischer Zeugnisse des antiken Mithraskultes, das von Maarten Jozef Vermaseren zusammengestellt wurde. Es erschien zwischen 1956 und 1960 in zwei Bänden.
Finanziert wurde das Projekt von der Koninklijke Academie voor Wetenschappen, Letteren en Schone Kunsten van België und der Nederlandse Organisatie voor Wetenschappelijk Onderzoek.
Das CIMRN stellt bis heute die Grundlage der Mithrasforschung dar.
Basierend auf seiner Arbeit am Corpus verfasste Vermaseren in der Folgezeit eine allgemein lesbare Gesamtdarstellung, die 1959 zunächst in niederländischer Sprache erschien, 1965 folgte eine deutsche Übersetzung. Auch in englischer und französischer Sprache erschienen Übersetzungen.